# Миколаївська мечеть
Магометанська мечеть (крим. Mıkolayiv Cami) — зруйнована мечеть у місті Миколаєві, що розташовувалась на розі вулиць Котельна та 3-я Воєнна. Споруду було збудовано 1871 року за ініціативи місцевої мусульманської громади. У 1920-их роках мечеть була розібрана місцевими жителями, а на її місці залишився лише мінарет, який був у запущеному стані. На даний час ведуться переговори про її відновлення

## Історія
Перша мечеть в місті була побудована на кошти Морського Міністерства Російської імперії для «суспільства військових мусульман Миколаївського морського порту». У лютому 1862 року Миколаївський морський порт передав спільноті територію напівзруйнованої колишньої жіночої лікарні під № 169 (номер ділянки, на якій знаходилась лікарня). Перед цим на території, що нині входить до складу Миколаєва, існувала ще одна мечеть. Вона була зведена у 1796 році під керівництвом військового інженера Івана Князєва, при контролі ходу будівництва з боку його співробітника — архітектора Федора Вунша. Вона розташовувалась в Тернівці, що тоді була окремим поселенням і де тоді мешкали з 1792 року османи, які потрапили в полон під час російсько-турецької війни (1787—1792) і які забажали залишитися в Російській імперії. Мечеть була кам'яна з двома мінаретами. Тернівка лищалася турецьким поселенням до 1802 року, коли її мешканці за дозволом Павла I переселилися ближче до одновірців в місто Карасу-Базар (нині місто Білогірськ в Криму), а в Тернівку того ж року прибули болгарські переселенці. Через рік відбулося освячення мечеті, яка стала православною церквою Успіння Пресвятої Богородиці.
12 серпня 1862 року товариство миколаївських мусульман звернулося до головного командира Миколаївського порту, генерал-ад'ютанта Глазенапа з клопотанням про виділення коштів на будівництво мечеті, яке, проте, було відхилене. А вже в липні 1865 року Керуючий Морським Міністерством повідомив Головному Командирові Миколаївського порту, що імператор дозволив виділити три тисячі рублів спільноті військових мусульман в Миколаєві для будівництва мечеті або молитовного будинку на місці під № 169. На ці гроші було зведено головний корпус мечеті і мінарет. Кошти закінчились коли будівля ще не була добудована, отримавши чергову відмову від Морського Міністерства про виділення коштів на добудову, місцева мусульманська спільнота вирішує збирати гроші серед вірян. В результаті, у вересні 1870 року керівництвом миколаївського порту було призначено інженерів Рульова та Ніконова для огляду мечеті і визначення необхідної суми на її добудову, а вже у грудні того ж року було виділено 1534 рублі на добудову мечеті.
Молитви в мечеті відправляв імам Мухаммед Закір Замалетдінов, який перебував у штаті Миколаївського порту. Командиром Чорноморського флотського екіпажу йому була дана наступна характеристика: «з усякого погляду хороша людина». З переведенням в 1894 році Чорноморського флоту у Севастополь посаду магометанського імама при Миколаївському порті було скасовано, а Замалетдінова перевели у Севастополь для виконання обов'язків імама. З того часу молитви в мечеті, за дорученням Замалетдінова, відправляв колишній сторож Абдрахім Ахметов. Кількість мусульман зростала, а записи в метричних книгах не велися з 1894 року, тому в грудні 1906 року більшістю вірян мечеті уповноваженим для виконання цих обов'язків був обраний міщанин Араф Ібрагімов Махмутов.
У доповідній і пояснювальній записках головного архітектора міста Гольштина, спрямованих в Управління у справах архітектури при РНК УРСР в 1945 році є відомості про те, що мечеть повністю знищена, залишився тільки мінарет, «хоча в дуже занедбаному і ветхому стані», в якому знаходився тригонометричний пункт. Згідно з «Актом обстеження татарської мечеті архітектором-консультантом у справах архітектури при Раді Міністрів УРСР Д. Криворучко», який було складено 17 серпня 1946 року, мечеть була розібрана місцевими жителями в 1920-их роках, а мінарет, що залишився, перебував у занедбаному вигляді. Згодом вежа мінарету була визнана пам'ятником культури місцевого значення.

## Сучасний стан
Станом на 2012 рік в Миколаєві, за різними даними, проживало від 15 000 до 20 000 мусульман. Питання про відбудову мечеті постало ще 1992 року, проте і зараз воно не вирішено. Колишній міський голова Миколаєва Володимир Чайка неодноразово виступав із заявами про будівництво нової мечеті в місті, адже в даний час ділянка старої мечеті знаходиться у приватній власності. У 2009 році місто відвідав Муфтій України Шейх Ахмед Тамім, який підняв питання про будівництво мечеті. 13 березня 2012 року мусульмани Миколаєва та Миколаївської області вийшли на мітинг перед міською адміністрацією з вимогою до влади надати їм земельну ділянку для будівництва мечеті.